# 祖式就信
祖式 就信（そしき なりのぶ）は、江戸時代の武士。毛利氏の家臣で、長州藩士。家格は大組、770石。父は祖式元家。

## 生涯
寛永2年（1625年）、毛利氏家臣である祖式元家の嫡男として生まれる。寛永9年（1632年）9月3日に元服し、秀就から「就」の偏諱を与えられて就信と名乗った。
以後、毛利秀就・綱広の二代に仕え、寛文7年（1668年）11月23日に死去。享年43。後を嫡男の通治が継いだ。
なお、就信の代に祖式氏の屋敷で火事が起こり、毛利氏から祖式氏へ与えられ代々所持していた判物などが焼失・紛失してしまったと、『閥閲録』巻55「祖式右衛門八」に記されている。